# 迪拉德鎮區 (阿肯色州霍華德縣)
迪拉德鎮區（英語：Dillard Township）是位於美國阿肯色州霍華德縣的一個行政鎮區。

## 地方資料
迪拉德鎮區的面積為33.71平方千米，當中陸地面積為33.65平方千米，而水域面積為0.06平方千米。根據2010年美國人口普查的數據，當地共有人口212人，而人口密度為每平方千米6.29人。